# 実質金利
実質金利（じっしつきんり、英: real interest rate）とは、名目金利からインフレ率を引いた金利のこと。金利の期間とインフレ率の期間は合わせないといけないので、これからの契約に対しては未来の予想インフレ率、つまり期待インフレ率を使用する。名目金利が高いか低いかを判断する場合、物価の変動を考慮しなければならない。

## フィッシャー方程式
実質金利 = 名目金利 - インフレ率（期待インフレ率）をフィッシャー方程式という。詳細はフィッシャー方程式を参照。

## 金融政策
期待インフレ率がプラスであれば実質金利は名目金利より低くなる。逆にデフレ期待が高まる（物価が下落すると予想される=期待インフレ率がマイナスとなる）と、実質金利は高くなる。デフレ下においては、通常中央銀行による金融緩和が行われて、政策金利が引き下げられるが、もし名目金利を0%以下に下げることが出来ないならば（マイナス金利が不可能であるならば）、実質金利は高い状態にあるため、借入ができず消費や投資が停滞してしまう現象が見られる（いわゆる流動性の罠）。
実質金利を下げるには、下記2つの片方もしくは両方を行う必要がある。
1. 名目金利を下げる
2. 期待インフレ率を上げる

もし名目金利が現在0%にあり、名目金利を0%未満に出来ないならば、実質金利を下げるには上記の式に従うならば、インフレ期待を醸成し、期待インフレ率を上げる必要がある。マネタリストは、名目金利を景気判断の材料にするより、貨幣供給の増加率を安定的に保持し、予想実質金利の自動調整機能を利用して景気の安定化を図った方が、結果的に景気の変動をならすことができるとしている。通貨量を増やすことによりインフレ率を高められるため、公開市場操作を通じて、資金供給オペレーションを行い、インフレ率をコントロールしようとする。
名目金利を0%未満にしにくいのは、紙幣と硬貨の名目金利が0%であり、それらが邪魔をするからである。しかし、現実には、日本を含めいくつかの国で、名目金利を0%未満にするマイナス金利政策が開始された。
人々は利益や費用を名目的な貨幣の価値（名目値）ではなく、貨幣でどれだけモノが買えるかという実質（実質値）で考える。企業は、在庫投資・設備投資を行うかを決める場合、名目金利ではなく、実質金利を参考にする。

## その他
- 表面金利（nominal interest rate）の対義語として、金融機関から融資を受ける者が実質的に負担する実効金利（effective interest rate）が、実質金利（通称:ジッキン）と呼ばれることもある。